# Кеке Росберг
Кейо Ерік «Кеке» Росберг (вимоваⓘ) (швед. Keijo Erik «Keke» Rosberg), (нар. 6 грудня 1948 року) — фінський підприємець та ТБ-коментатор, колишній автогонщик. Учасник чемпіонатів світу з автоперегонів у класі Формула-1 1978-1986 років, чемпіон 1982 року. Відомий під прізвиськом «Летючий фінн».
Власник команд у кузовному чемпіонаті DTM та Формулі 3. Батько чемпіона світу з автоперегонів у класі Формула-1 2016 року Ніко Росберга.

## Молоді роки
Кейо Ерік Росберг народився 6 грудня 1948 року у містечку Солна поблизу Стокгольма в родині студентів з Фінляндії Ларса та Лії Росбергів. Ларс Росберг здобував в той час освіту ветеринара, яку неможливо було отримати на батьківщині, а Ліа, уроджена Лаутала, вивчала хімію.Вона була наймолодшою донькою Еміля Лаутали, депутата фінського парламенту від західної частини Виборзького ляну у 1924–1927 роках. Із Ларсом вони одружилися 1946, і Кейо став їхнім первістком. Згодом родина повернулася до Фінляндії, де народилися ще дві доньки: Сейа Кааріна та Яана Марьятта.
Сім'я вела дещо кочовий спосіб життя через те, що жила в тих місцях, де Ларс Росберг міг знайти собі роботу. Батьки брали участь у раллійних перегонах, тож малий Кейо ріс в атмосфері пристрасті до перегонів. Перший досвід за кермом хлопчина здобув в'їхавши на сімейному авто у двері гаражу. Кілька дитячих років Кейо провів в Оулу та Ійсалмі. В Оулу він отримав свій перший карт, змайстрований його батьком та місцевим продавецем автівок Хейккі Вуолеві. А в Ійсалмі, ще навчаючись в ліцеї, став брати участь у перегонах на картах. Мріючи стати стоматологом або програмістом, Кейо все ж таки спрямував свій шлях у бік автоспорту. В 17 років він дебютував у картинговій Формулі Фінляндії. А у 1966 взяв участь відразу в двох серіях картингового чемпіонату: SM та PM, вигравши обидві. Наступного року Росберг закінчив навчання в ліцеї та вдруге виграв картингову серію SM.
Повернувшись з армії у 1970, він ще три роки брав участь у картингових перегонах, а 1972 перейшов до Формули V.

## Рання кар'єра
У перший рік своїх виступів у Формулі V Кеке, який став так себе називати для полегшення вимови у пресі, показав третій результат у серії SM і виграв американський трофей.
1978-го Кеке Росберг узяв участь чи не у найчисленнішій кількості чемпіонатів. На його рахунку були: Формула Atlantic, Формула Pacific, Формула-2 та Формула-1!

## Кар'єра у Формулі-1

### 1978
Кеке Росберг дебютував у королівських перегонах 4 березня 1978 року. На той час йому виповнилося 29. Першою гонкою фінна став Гран-прі Південної Африки. Він проводив його за стайню Theodore, яка використовувала двигуни Ford. Тедді Йіп, якому належала команда взяв його замість молодого Едді Чивера, який у перших двох гонках не зміг пройти кваліфікацію. Росбергу це вдалося, хоча він і зайняв одне з останніх міст на стартовій решітці. Кеке зійшов через проблеми із зчепленням після 15 кіл дистанції. Та він міг себе втішати тим, що раніше за нього через механічні проблеми припинили боротьбу дворазовий чемпіон світу Емерсон Фіттіпальді та чемпіон позаминулого року британець Джеймс Гант. Виграв Гран-прі ще один скандинав — швед Ронні Петерсен на Lotus.
Наступні чотири етапи чемпіонату закінчилися для Росберга нічим. А точніше тим самим, що й раніше для Едді — він навіть не зміг кваліфікуватися. Ще три гонки команда пропустила. Їх Кеке провів за команду ATS. Першим Гран-прі у цій команді став для нього Гран-прі Швеції. На старті фінн посідав передостаннє місце. Незважаючи на це, перегони запам'яталися гонщику першим фінішем у кар'єрі. Він програвав переможцю Лауді 7 кіл, та все одно зміг довести машину до фініша. Росберга класифікували п'ятнадцятим.
У Франції він став шістнадцятим. А наступного етапу на Сільверстоуні, зійшов через проблеми з підвіскою, не дотягнувши 17 кіл із 76.
У Німеччині Росберг показав свій найкращий результат у сезоні, фінішувавши десятим. У Австрії Кеке не був классифікований, хоча і перетнув фінішну пряму. Така ж доля в тій гонці спіткала і Клея Регаццоні. На наступному Гран-прі, в Голландії, фінн потрапив в аварію. А в Італії не пройшов передкваліфікацію. Можливо, це було на краще. Адже ще до першого повороту Ріккардо Патрезе зачепив болід Джеймса Ганта. McLaren Ханта, в свою чергу, зіштовшнувся із Lotus Ронні Петерсона. Трапився масовий завал, до якого потрапили ще й Вітторіо Брамбілла, Дідьє Піроні, Ханс-Йоахім Штук та Брет Ланджер. Петерсона та Брамбіллу відправили до шпиталю, з якого швед вже ніколи не повернувся.
А Росберг за команду Теодор більше не виступав. Останні два Гран-прі він знову провів у ATS. У Сполучених Штатах в нього зламалася трансмісія. А на Гран-прі Канаді, який феноменально виграв Жиль Вільнев, Росберг приїхав останнім з відставанням у 12 кіл, але все одно його не класифікували. Так завершився для Кеке його перший сезон у Формулі-1.

### 1979
У середині сезона фінн отримав місце бойового пілота у стайні Вольф. Ним було вирішено замінити Джеймса Ханта, який надто часто не доїжджав до фінішу. Кеке з'явився у боксах стайні на Гран-прі Франції. Росберг стартував з шістнадцятої позиції, на фініші ставши дев'ятим.

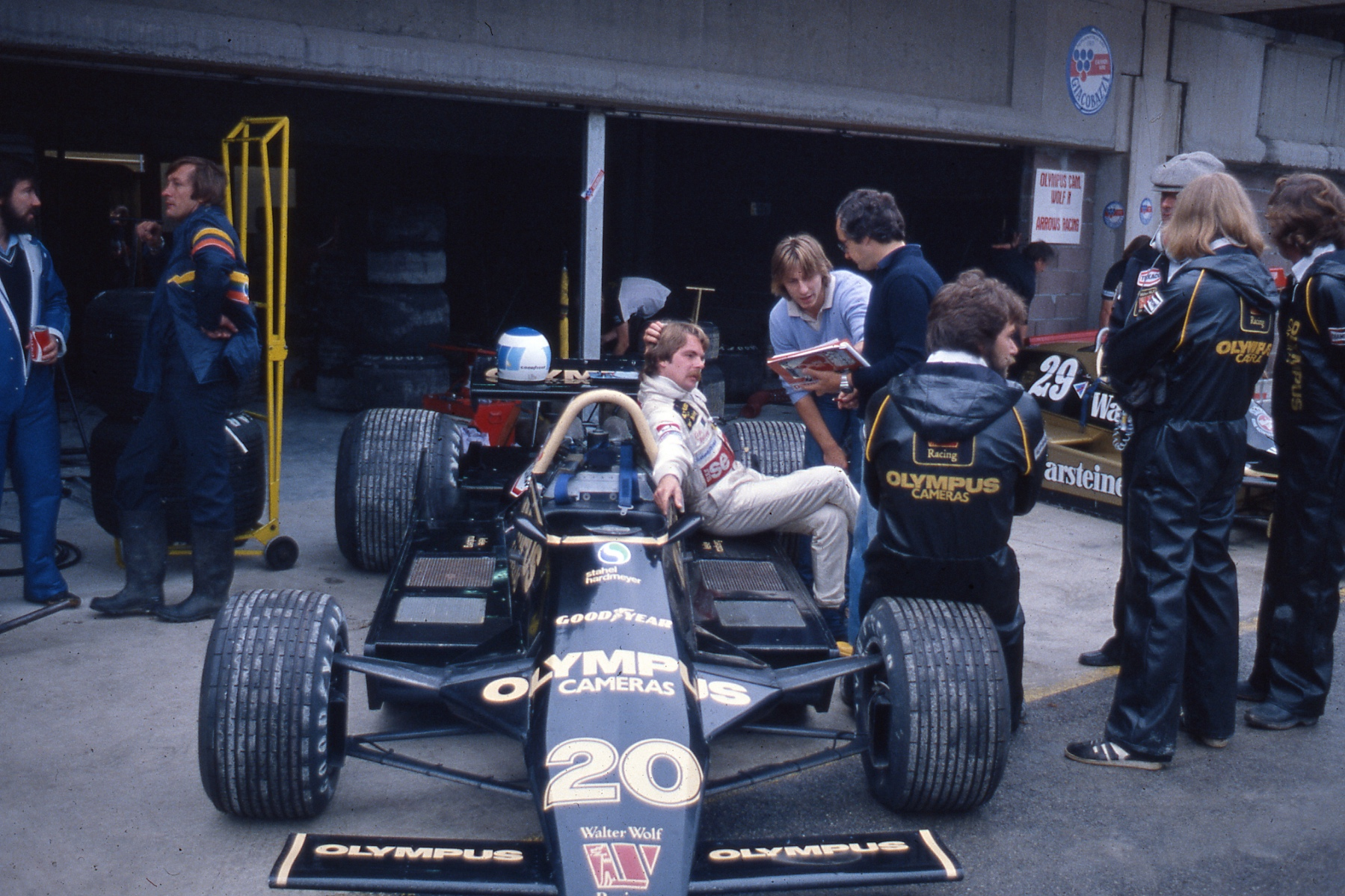

 Гонку виграв француз Жан-П'єр Жабуі. Це стало першою перемогою, як власне гонщика, так і загалом «повністю французькою» перемогою. Та глядачеві, найперше, гонка запам'яталася видовищною боротьбою за друге місце Renault Рене Арну та Ferrari Жиля Вільнева. Вільнев зміг обійти Арну в останньому повороті останнього кола. Ця дуель стала однією з найвидатніших в усій історії королівських перегонів.
Наступним етапом була Велика Британія. Тут Росберга підвела система подачі пального. Він зійшов після двох третин дистанції. У Німеччині Кеке, стартувавши із дев'ятого ряду, поруч з Йохеном Массом, знову зійшов. Цього разу через поламку двигуна. На Гран-прі Австрії сход фінна було зафіксовано через проблеми з електрикою.
На Гран-прі Нідерландів Росберг знову не побачив картатого прапора. Та із боксів він, як і тисячі глядачів, міг спостерігати дивовижну картину: Жиль Вільнев, втрачаючи у випадку сходу, будь-яку надію на титул, намагався продовжувати боротьбу у прямому сенсі на трьох колесах. За шістнадцять кіл до фінішу у канадця вибухнула покришка. Опанувавши болід, він, незважаючи вже на повну втрату колеса, довів його до боксів, де вимагав у механіків прикрутити нове.
До італійського фінішу в Монці Росбергу залишалось якихось дев'ять кіл, та двигун втратив потужність вже втретє за сезон. На тому ж колі така сама проблема спіткала і Жана Лаффіта.
На наступному етапі в Канаді перші три місця на класифікації посіли Алан Джонс, Жиль Вільнев та Клей Регаццоні. В такому ж порядку вони і прийшли до фінішу. Росберг в гонці участі не брав. На останніх перегонах того року в Сполучених Штатах Кеке кваліфікувався дванадцятим, що було досить непогано, але після двадцяти кіл Гран-прі потрапив в аварію. Гонку виграв Жиль Вільнев, посівши друге місце в загальному заліку. Чемпіоном став його напарник по команді Джоді Шектер.
Керівництво Вольфа, не бажаючи більше мати справ із Формулою, продало команду Емерсону Фіттіпальді, який об'єднав її із своєю стайнею.

### 1980

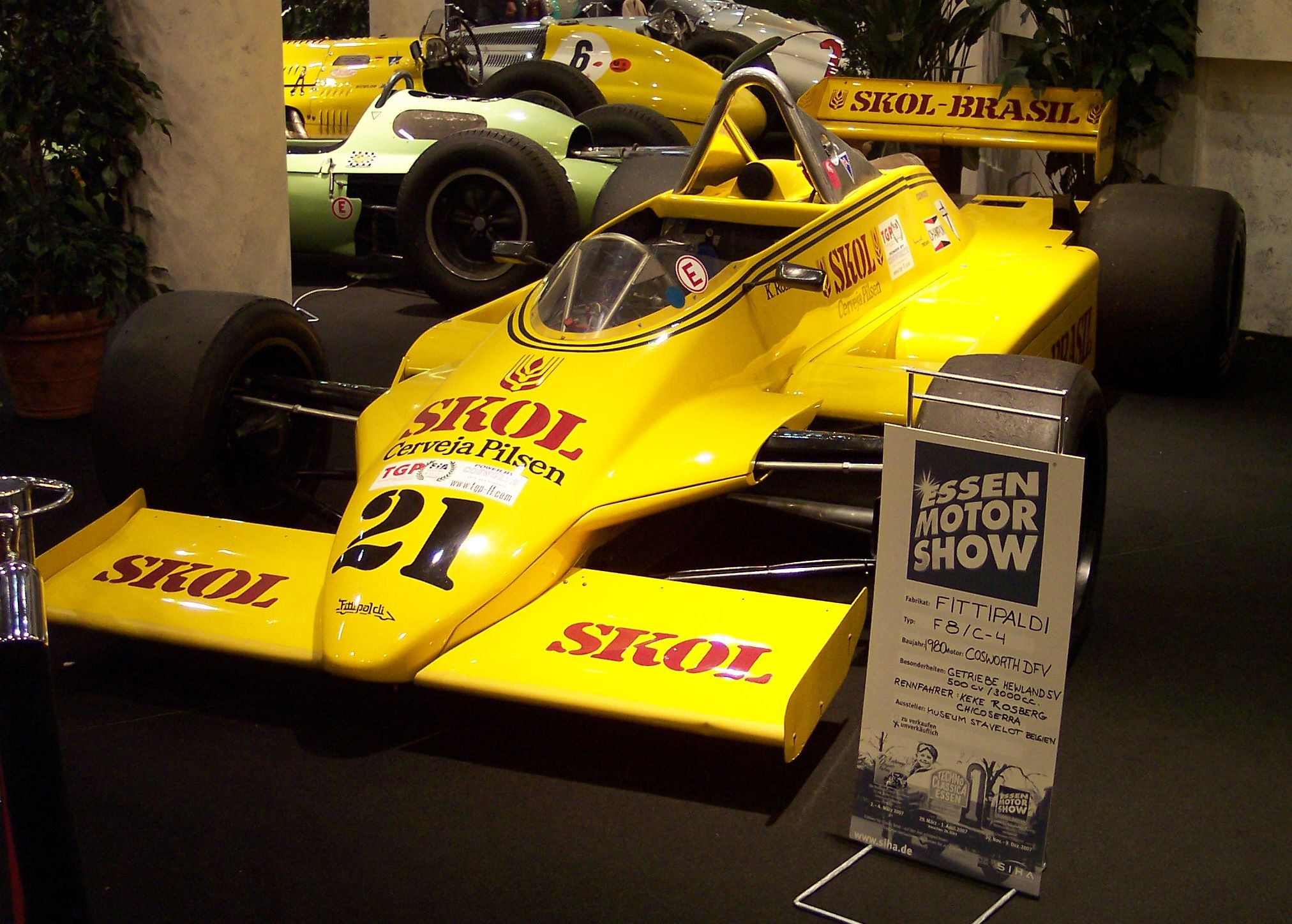
Fittipaldi F8

Вже перший Гран-прі, що проходив в Аргентині, привернув увагу глядачів до фінна. На боліді Fittipaldi F8 він став третім, відігравши десять позицій від старту. Це дозволило покласти Кеке у залікову скарбничку перші чотири бали. Ті перегони продемонстрували перевагу команди Рено: Жабуі виграв поул-позицію, а Арну, показавши найкраще коло, став переможцем.
Через два тижні у Бразилії Росберг став дев'ятим. На третьому етапі в Південній Африці за двадцять кіл до фінішу фінн потрапив в аварію. На наступній гонці США-Захід, що проходила на Лонг-Біч, Кеке зійшов через перегрів на 58-му колі. Клей Регаццоні, який стартував відразу після Росберга, за вісім кіл до цього влетів у відбійник через відмову гальм. У Формулу-1 швейцарець більше не повернувся, бо отримав важкі травми. Проте перегони він не залишив і продовжив виступи в інших гоночних чемпіонатах, використовуючи автівки з ручним керуваннім.
У Бельгії Кеке, стартувавши двадцять першим, прийшов до фінішу сьомим, програвши переможцю коло, а Вільньову, що став шостим, 36 секунд. В Монако він не був кваліфікований, а на автодромі Поль Рікар, де проходив Гран-прі Франції, вилетів з траси на дев'ятому колі.
У Великій Британії Кеке знов не вийшов на старт. До наступного Гран-прі у Німеччині була готова нова модель боліду — Fittipaldi F8. Та використати всі її можливості Росбергу не вдалося — через технічні проблеми він зійшов через вісім кіл від початку гонки.
У Австрії він, стартувавши одинадцятим, нарешті фінішував, вчетверте за сезон. Та це не можна було вважати надто невдалим результатом. Наприклад, переможець цього етапу, Жабуі, фінішував вдруге і востаннє в сезоні. Голландію фінн також пропустив, а на Імолі — здобув залікові бали! Він прийшов п'ятим, стартувавши з 11 місця. У Канаді він був дев'ятим, у Сполучених Штатах — десятим.
Це дало йому змогу закінчити чемпіонат десятим із шістьма заліковими балами. Чемпіоном тоді став Алан Джонс на Williams.

### 1981
1981 рік Росберг знов проводив у команді Емерсона Фіттіпальді. За сезон йому вдалося фінішувати тричі: у Бразилії, Іспанії та Лас-Вегасі, де проходив заключний етап чемпіонату. Очок він не набрав, маючи найкращим результатом дев'яту фінішну позицію на автодромі Жакарепагуа в Бразилії. Свій перший титул того року здобув бразилець Нельсон Піке. Віце-чемпіоном став аргентинець Карлос Рейтеманн.